# Brestnik
Brestnik (bułg. Брестник) – wieś w południowej Bułgarii, w obwodzie Płowdiw, w gminie Rodopi. 8 km od Płowdiwu.
Do zabytków należy statua trackiego jeźdźca (wys. 1,60 m). Funkcjonuje tu klub piłkarski PFK Brestnik 1948.